# Brtná
Brtná (německy Bertna) je vesnice ležící v okrese Pelhřimov v kraji Vysočina. Spadá pod obec Želiv, od které je vzdálena asi 2 km jižním směrem. Žije zde 91 obyvatel.

## Historie
První písemná zmínka o Brtné pochází ze 13. století.

## Další fotografie

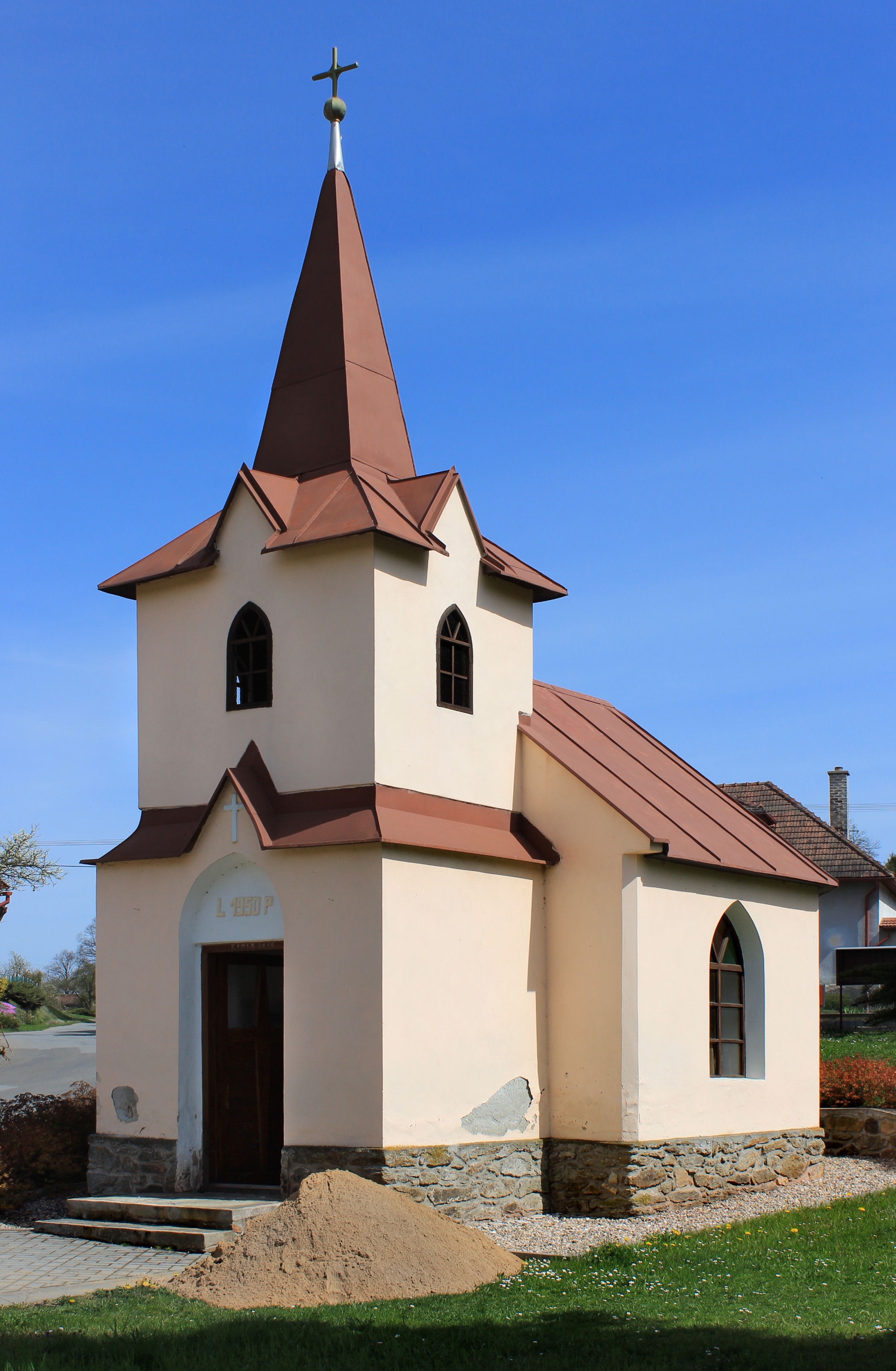
Kaple u hlavní silnice
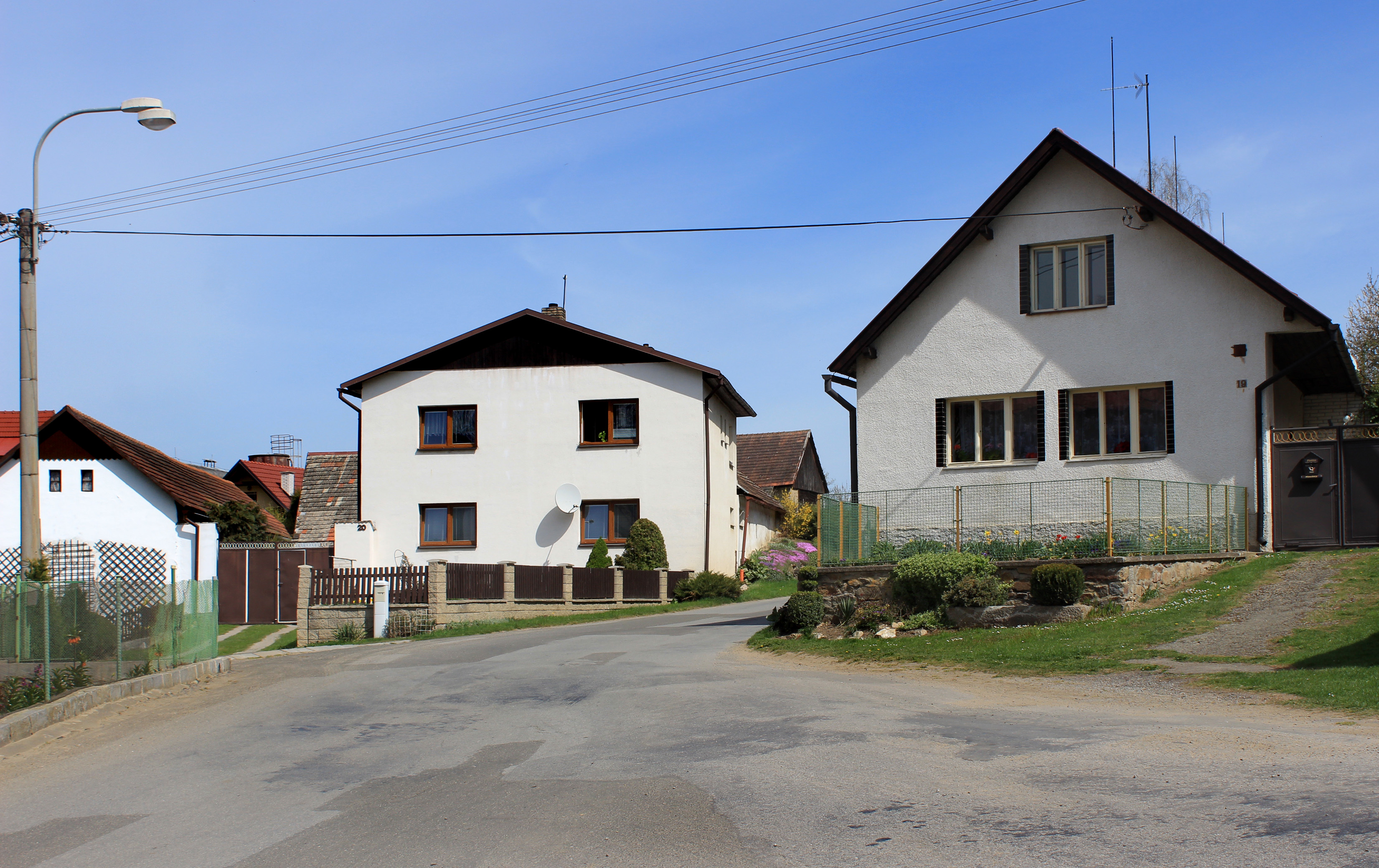
Horní část vesnice